# Alexander Khatuntsev
Alexander Khatuntsev ou Сhatunzew ( Александр Хатунцев), né le 2 novembre 1985 à Voronej, est un coureur cycliste russe.

## Biographie
Champion du monde junior de poursuite par équipe en 2002, puis de poursuite individuelle en 2003, il passe professionnel en 2005 dans l'équipe russe Omnibike Dynamo Moscou. Il devient champion de Russie sur route et termine la saison 2006 à la 7e place du classement de l'UCI Europe Tour, deuxième meilleur jeune derrière son compatriote et coéquipier Sergey Kolesnikov. Il est alors recruté, en compagnie de ce dernier, par l'équipe Unibet.com. Sa première saison dans une équipe ProTour est cependant gâchée par les problèmes rencontrés par Unibet.com, qui n'est pas invitée sur de nombreuses épreuves. En 2009, il s'engage avec l'équipe russe Moscow.

## Palmarès sur route

### Par années
- 2004
  - Tour de la mer de Chine méridionale :
    - Classement général
    - 1re et 6e étapes
- 2005
  - Boucles de la Soule
  - Grand Prix de Sotchi :
    - Classement général
    - 1re (contre-la-montre), 4e et 5e étapes

  - 2e du Grand Prix de Moscou
  - 2e de la Friendship People North-Caucasus Stage Race
- 2006
  -  Champion de Russie sur route
  - Boucle de l'Artois
  - 1re, 2e et 5e (contre-la-montre) étapes du Grand Prix de Sotchi
  - Grand Prix de Moscou
  - Cinq anneaux de Moscou :
    - Classement général
    - 4e étape

  - 5e étape du Tour de Serbie
  - 1re étape du Tour de Hainan
  - Tour de la mer de Chine méridionale :
    - Classement général
    - 3e et 6e étapes

  - 2e du Grand Prix d'ouverture Pierre Pinel
  - 2e du Tour de Normandie
  - 2e du Grand Prix de Sotchi
  - 3e du Trophée de l'Essor
  -  Médaillé de bronze au championnat du monde sur route espoirs
  - 3e du Tour de Serbie
  - 3e du EOS Tallinn GP
  - 3e du Mémorial Cimurri
- 2007
  - 2e de la Route Adélie
- 2008
  - 1re étape de la Semaine cycliste lombarde (contre-la-montre par équipes)
- 2009
  - 3e étape des Cinq anneaux de Moscou
  - Grand Prix de Moscou

### Classements mondiaux
| Année           | 2005 | 2006 | 2007 | 2008 | 2009 | 2010  |
| --------------- | ---- | ---- | ---- | ---- | ---- | ----- |
| UCI Europe Tour | 120e | 7e   |      | 810e | 244e | 1186e |

## Palmarès sur piste

### Championnats du monde
- Apeldoorn 2011
  - 4e de la course aux points
  - 10e de l'américaine

### Coupe du monde
- 2004
  - 3e de la poursuite par équipes à Moscou
- 2010-2011
  - 1er de la poursuite par équipes à Pékin (avec Ievgueni Kovalev, Alexei Markov et Alexander Serov)
  - 2e de la poursuite par équipes à Melbourne

### Championnats du monde juniors
- 2002
  -  Champion du monde de poursuite par équipes juniors (avec Mikhail Ignatiev, Serguei Ulakov et Ilya Krestianinov)
- 2003
  -  Champion du monde de poursuite juniors

### Championnats d'Europe
- Moscou 2003
  -  Champion d'Europe de poursuite juniors
  -  Médaillé d'argent de la poursuite par équipes espoirs
- Valence 2004
  -  Médaillé de bronze de la poursuite par équipes espoirs
- Fiorenzuola d'Arda 2005
  -  Champion d'Europe de poursuite par équipes espoirs (avec Sergey Kolesnikov, Valery Valynin et Ivan Kovalev)
- Athènes 2006
  -  Médaillé d'argent de la poursuite par équipes espoirs